# Elecciones generales de Alemania Oriental de 1990
Las elecciones generales en Alemania Oriental de 1990 se celebraron el 18 de marzo de 1990, constituyendo los primeros comicios en la República Democrática Alemana (RDA) que se celebraban sin el monopolio político ejercido por el Partido Socialista Unificado de Alemania y el Frente Nacional de Alemania Democrática. Celebradas en el contexto inmediatamente posterior a la caída del muro de Berlín, estas elecciones significaron la llegada al poder de un gobierno de coalición liderado por los demócrata-cristianos de la CDU, y en el que también entraron los socialdemócratas y los liberales. Poco después de la elección, el 12 de abril, Lothar de Maizière fue elegido primer ministro de la RDA con 265 votos a favor y 108 en contra por la Cámara Popular, gracias al apoyo de esta coalición.

## Contexto histórico
La Revolución Pacífica de 1989 tuvo como resultado que el Partido Socialista Unificado de Alemania (SED) renunciara a su monopolio del poder y permitiera que los partidos de oposición operaran por primera vez. Comenzaron a formarse en gran número de partidos a lo largo de noviembre y diciembre de 1989. Los grupos de oposición formaron la Mesa Redonda de Alemania Oriental, a la que se unieron representantes del SED para negociar reformas.

### Convocatoria
Durante los acuerdos de la mesa redonda, el gobierno de Hans Modrow convino con los dirigentes opositores la participación de los partidos de oposición en unas nuevas elecciones legislativas para construir un «gobierno de responsabilidad nacional» capaz de estabilizar la situación política y social de la RDA. La celebración de las elecciones se fijó para el 18 de marzo de 1990, aunque originalmente estaba previsto que los comicios se celebraran el 6 de mayo (la fecha fue adelantada debido a la presión popular).

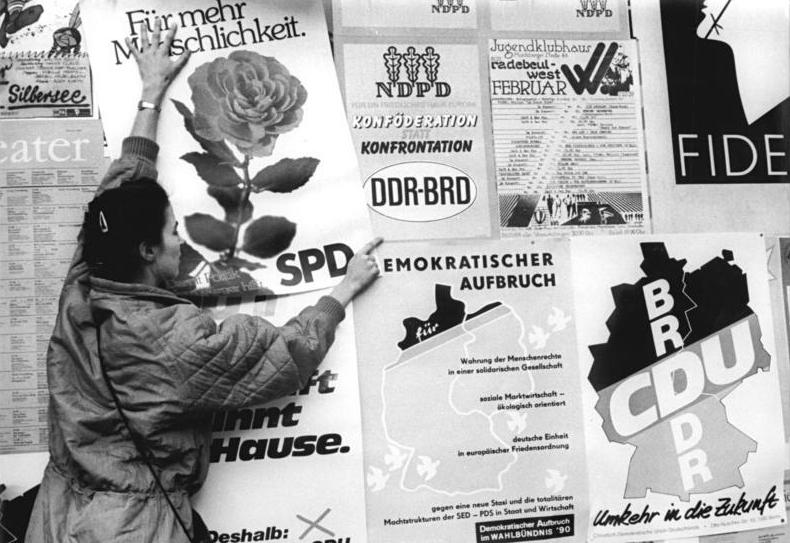
Afiches de los partidos

Se presentaron varias coaliciones y partidos de oposición a las elecciones, casi todas de fundación reciente: Alianza por Alemania (fundada el 5 de febrero, constituida por los partidos Unión Demócrata Cristiana de la RDA, Despertar Democrático y Unión Social Alemana), Asociación de Demócratas Libres (fundada el 12 de febrero, constituida por los partidos Liberal Democrático, Foro Alemán y Democrático Libre de la RDA), Alianza 90 (fundada el 7 de febrero, constituida por los partidos Foro Nuevo, Democracia Ahora e Iniciativa por la Paz y los Derechos Humanos) y la coalición  de los Verdes y la Asociación de Mujeres Independientes. También se presentó el Partido Socialdemócrata en la RDA, rama en el Este del Partido Socialdemócrata de Alemania occidental, que había sido fundado en octubre de 1989. El antiguo Partido Socialista Unificado de Alemania participó bajo su nuevo nombre, Partido del Socialismo Democrático. En total, 24 partidos o coaliciones fueron habilitados para los comicios, pero solo 23 participaron de estos.
No se les permitió la participación a los partidos de ideología fascista, militarista o cualquier ideología anti-humanitaria.
La Alianza por Alemania, liderada por el partido filial germano-oriental de la Unión Demócrata Cristiana (CDU) germano-occidental, constituía una plataforma electoral que propugnaba una rápida reunificación con la Alemania occidental. La Alianza por Alemania había sido creada un mes antes de los comicios, principalmente por iniciativa de Helmut Kohl, quién había intervenido personalmente.  A finales de 1989, la CDU oriental, que durante casi toda la existencia de la RDA había sido un partido socialista cristiano y había integrado el Frente Nacional, se había convertido en un partido conservador de centroderecha, hostil al socialismo. Otros ex-componentes del Frente Nacional que se presentaron fueron el Partido Nacional Democrático y el Partido Democrático Campesino.

### Campaña electoral

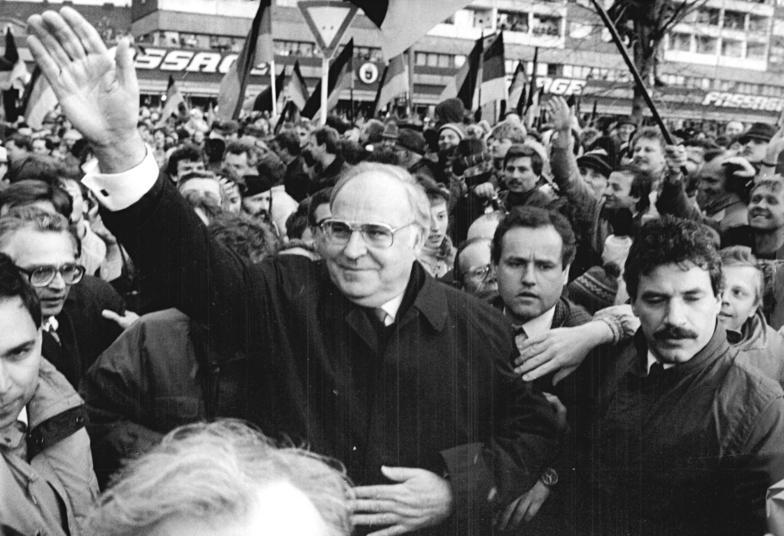
Helmut Kohl en un mitin de la Alianza por Alemania en Karl-Marx-Stadt (1990)

La campaña, que tuvo una duración de siete semanas, fue vista como una oportunidad de medir la popularidad personal de Kohl en la RDA, y la popularidad del proceso de reunificación en la sociedad germano-oriental. La Alianza por Alemania realizó varios mítines, a menudo con la presencia de Kohl y otros líderes importantes de la CDU/CSU. A un mitin realizado en Érfurt el 6 de marzo acudieron 150 000 personas, a uno realizado en Chemnitz 200 000 personas  y a uno realizado en Leipzig el 6 de marzo 320 000 personas. En total, más de un millón de personas habían asistido a los distintos mítines al terminar la campaña. Cabe destacar que otros partidos también celebraron mítines con líderes de la RFA: los liberales lo hicieron con Hans-Dietrich Genscher y los socialdemócratas con Hans-Jochen Vogel, Johannes Rau, Willy Brandt, Helmut Schmidt y Oskar Lafontaine. El PDS realizó mítines con sus líderes Hans Modrow y Gregor Gysi. Gysi criticó la predominancia de los partidos occidentales en la campaña. La campaña del PDS se centró, por ejemplo en el peligro percibido de un resurgimiento de la extrema derecha en la RDA. Sin embargo, su campaña no tuvo éxito, ya que se desató una ola antisocialista que conquistó a las masas, incluyendo a los trabajadores. Esta fue una de las razones del triunfo de la Alianza por Alemania.

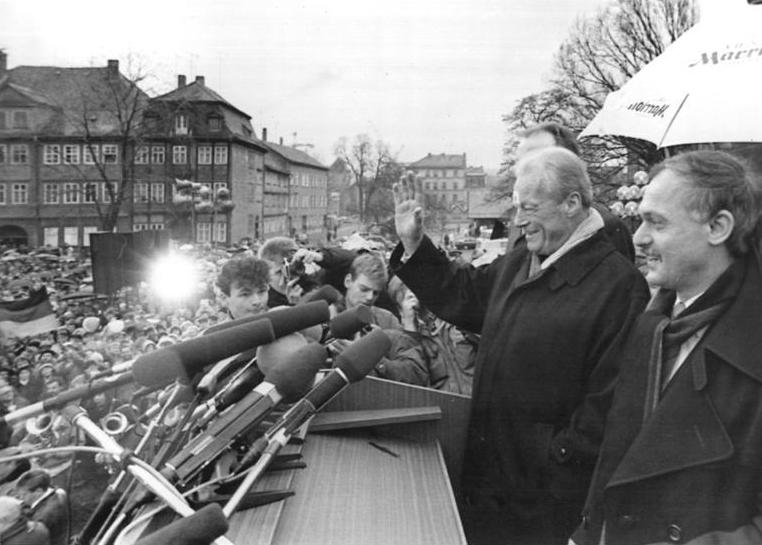
Willy Brandt e Ibrahim Böhme en un mitin del SPD en Erfurt (1990).

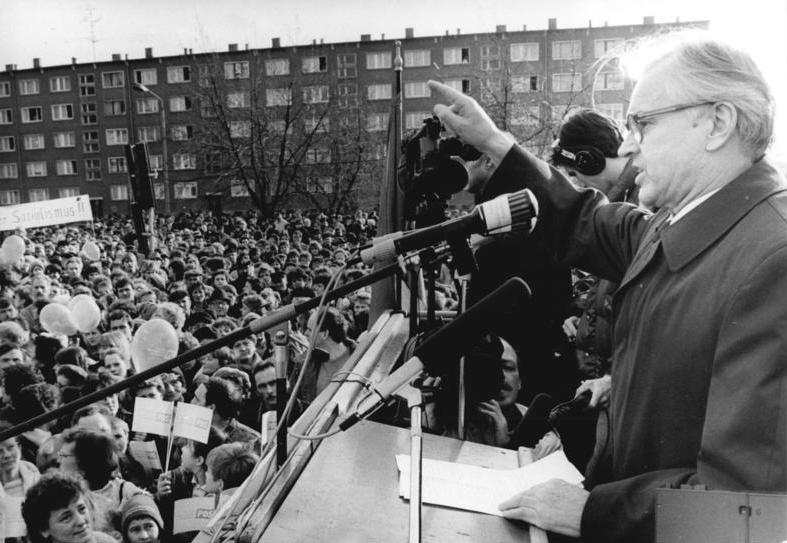
Hans Modrow en un mitin del PDS en Demmin (1990).

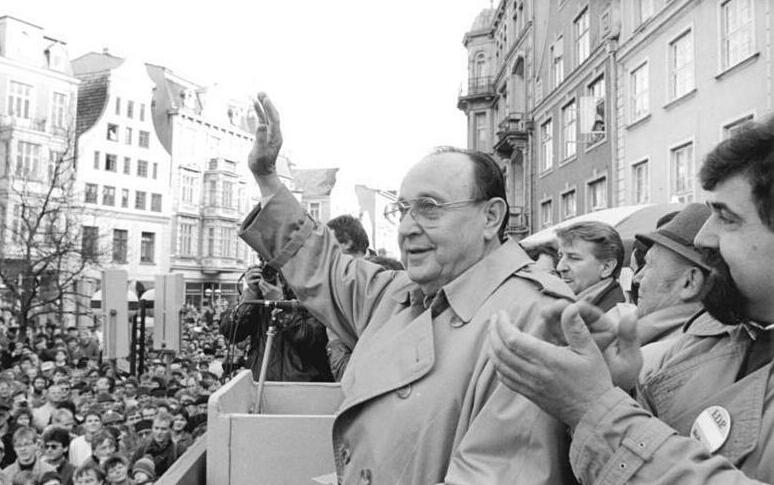
Hans-Dietrich Genscher en un mitin de la BFD en Rostock (1990).

La CDU oriental también recibió apoyo financiero de la RFA. Unos 7,5 millones de marcos fueron aportados  por los diferentes partidos de la República Federal a las campañas de sus filiales en la RDA, de los cuales 4,5 fueron aportados por la CDU/CSU a la CDU oriental. Particularmente la CSU apoyó a la DSU, la cual era considerada "partido hermano" de la formación bávara.
Sin embargo, la campaña fue en un comienzo difícil para las fuerzas de centroderecha aglutinadas en la Alianza, puesto que se descubrió que varios de sus líderes habían sido colaboradores de la Stasi.  Wolfgang Schmur, líder y candidato principal del Despertar Democrático (DA) admitió haber sido informante para la Stasi y renunció. También Martin Kirchner, secretario general de la CDU, admitió haber sido informante.  Hans-Wilhelm Ebeling, líder y candidato principal de la Unión Social Alemana (DSU), estuvo bajo sospecha. El comité de ciudadanos encargado del tema descubrió más candidatos a la Volkskammer previamente involucrados en la Stasi y entregó a la comisión electoral el resultado de sus investigaciones. La comisión electoral indicó que estos no serían dados a conocer hasta después de los comicios.
Ante este escenario, la Alianza por Alemania debió improvisar un candidato al cargo de primer ministro (tras el escándalo, se habían descartado muchas alternativas). La elección recayó en Lothar de Maizière de la CDU.
Como consecuencia del escándalo, durante mucho tiempo las encuestas le otorgaron a la Alianza por Alemania bajos porcentajes de intención de voto, dándoles la victoria al SPD, muchas veces por mayoría absoluta, incluso a tres semanas de los comicios. Sin embargo, la Alianza por Alemania experimentó luego un repunte influenciado por la figura de Kohl, por las promesas de este, y por la ansiedad de reunificación y unidad económica-monetaria por parte de la población, el cual le permitió ganar los comicios. 
Mientras que la CDU era partidaria de una reunificación rápida, el SPD era partidario de una "transición ordenada y pausada" para evitar problemas de desempleo y desestabilidad económica, lo cual le arrebató muchos votos. En cuanto al futuro de la RDA, toda la Alianza por Alemania abogaba por la desaparición del socialismo y el establecimiento de una economía de mercado, teniendo por objetivo una rápida introducción del marco alemán para establecer la unidad monetaria. Se cree que una importante razón del triunfo de la CDU fue el hecho de que los ciudadanos vieran lo colapsada que se encontraba la economía de la RDA y vieran en la CDU la mejor oportunidad para recibir una rápida y masiva ayuda financiera del oeste, así como la vía más prometedora hacia una economía mejorada y una mayor prosperidad. La Alianza por Alemania hizo campaña con lemas como "Libertad y prosperidad - Nunca más socialismo", "No más experimentos socialistas" y "Somos un pueblo".
Los socialdemócratas deseaban mantener algunas tradiciones socialistas de la RDA. El PDS, por su parte, hizo campaña por el mantenimiento de las estructuras características de la RDA, haciendo especial hincapié en la necesidad de que el Estado garantizara la protección social plena. El PDS tenía la ventaja de contar con experiencia política, recursos financieros y una estructura partidaria fuerte y consolidada, a diferencia de muchos de los demás partidos, lo cual movilizó a muchos votantes. Se cree que la falta de una estructura fuerte fue una de las razones del fracaso electoral de los movimientos ciudadanos que se presentaron, como Alianza 90.  Aun así, esta ventaja del PDS pudo ser contrarrestada por la ayuda de los partidos occidentales a sus filiales. Los partidos occidentales también pudieron contrarrestar la inexperiencia con la que los partidos de la RDA contaban en relación con campañas electorales, al ser muchos de ellos de formación reciente.

Por otra parte las encuestas mostraban que la popularidad personal de Hans Modrow, primer ministro y candidato del PDS, era la más alta entre los líderes políticos, con un 52%. 

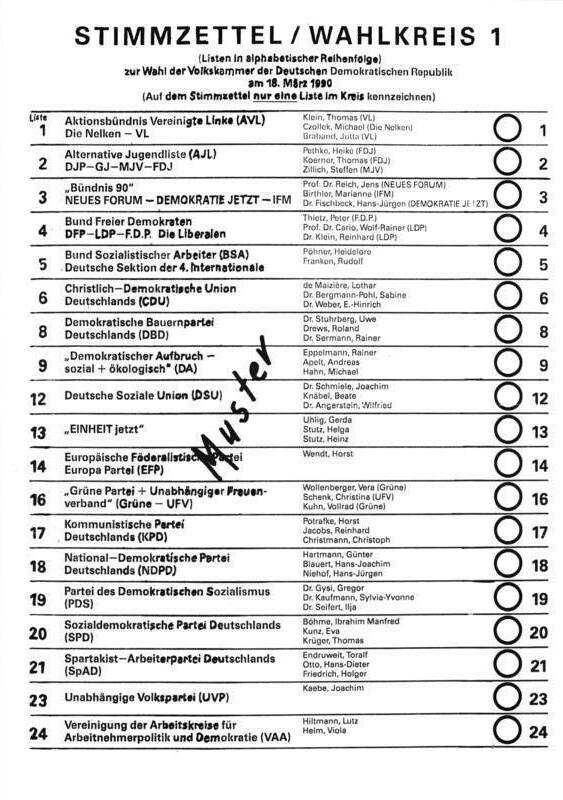
Facsímil de la papeleta de votación en la circunscripción 1 (Berlín).

Ibrahim Böhme, candidato del SPD, quién en aquel entonces tenía muchas posibilidades de convertirse en primer ministro, contaba con sólo un 15% de popularidad.  A principios de 1990, encuestas mostraron que un 60% del electorado sostenía opiniones políticas y sociales de carácter socialdemócrata o socialista. Sin embargo, gracias al repunte de la Alianza por Alemania influenciado por Kohl, tanto el SPD como el PDS obtuvieron malos resultados incluso en los territorios de la actual Sajonia, donde se consideraba que las tendencias socialdemócratas o socialistas eran fuertes.

### Día de las elecciones
Pudieron votar en las elecciones todos los ciudadanos mayores de 18 años. Cada votante tenía un solo voto, en contraste con el sistema electoral utilizado en la RFA, donde los votantes contaban con dos votos.
Un total de 400 diputados fueron elegidos a la Volkskammer. El mayor bloque político estuvo constituido por la Alianza por Alemania, que obtuvo el 48,0% de los votos. El segundo más votado fue el Partido Socialdemócrata en la RDA, que obtuvo un 21,9%. El Partido del Socialismo Democrático quedó en tercera posición por número de votos y escaños, obteniendo un 16.4%. La amplia victoria del bloque liderado por la CDU resultó una gran sorpresa, ya que las encuestas le daban la victoria al SPD incluso el día de las elecciones. El resultado incluso fue una sorpresa para quienes eran los más optimistas respecto al porcentaje que obtendría la Alianza.

## Encuestas
| Encuestador                                             | Fecha                      | Muestra   | Abs. |                     |                     |     |     |      |     | FDP |      |      |     |     |     | Ind. | Ventaja |     |     |     |     |   |      |
| ------------------------------------------------------- | -------------------------- | --------- | ---- | ------------------- | ------------------- | --- | --- | ---- | --- | --- | ---- | ---- | --- | --- | --- | ---- | ------- | --- | --- | --- | --- | - | ---- |
| Encuestador                                             | Fecha                      | Muestra   | Abs. | Resultado electoral | 18 de marzo de 1990 | N/A | 6.6 | 40.8 | 6.3 | 0.9 | 21.9 | 16.4 | 5.3 | 5.3 | 0.4 | Ind. | Ventaja | 2.9 | 2.0 | 2.2 | 0.2 | – | 18.9 |
|                                                         |                            |           |      |                     |                     |     |     |      |     |     |      |      |     |     |     |      |         |     |     |     |     |   |      |
| Infratest                                               | 12 de marzo de 1990        | ?         | –    | 20                  | 5                   | 1   | 44  | 10   | 2   | 2   | –    | 1    | 1   | 3   | –   | –    | 24      |     |     |     |     |   |      |
| Instituto Central de Investigación Juvenil de Leipzig   | 8 de marzo de 1990         | ca. 1,200 | 16   | 21                  | 7                   | 2   | 34  | 17   | 4   | 2   | 1    | 2    | 3   | 3   | –   | –    | 13      |     |     |     |     |   |      |
| Sociedad de Investigación Social y Análisis Estadístico | 2 de marzo de 1990         | 984       | 9    | 24                  | 24                  | 24  | 53  | 11   | 3   | 3   | 3    | –    | 3   | 3   | –   | –    | 29      |     |     |     |     |   |      |
| Instituto Central de Investigación Juvenil de Leipzig   | 6 de febrero de 1990       | 1,000     | –    | 11                  | –                   | –   | 54  | 12   | 4   | –   | –    | 3    | –   | –   | –   | –    | 44      |     |     |     |     |   |      |
| Academia de Ciencias Sociales                           | 30–31 de diciembre de 1989 | ?         | 7.3  | 7.9                 | –                   | 2.0 | 5.4 | 34   | 2.6 | –   | 2.0  | 5.8  | 1.0 | 1.6 | 0.7 | 28.2 | 26.1    |     |     |     |     |   |      |
| Stern                                                   | 17–19 de noviembre de 1989 | ?         | –    | 12                  | –                   | –   | 10  | 14   | 15  | 15  | 15   | 22   | 22  | –   | –   | 24   | 7       |     |     |     |     |   |      |

## Resultados
|  | 40.82 % |

|  | 6.31 % |

|  | 0.92 % |

|  | 48.04 % |

|  | 21.88 % |

|  | 16.40 % |

|  | 5.28 % |

|  | 2.91 % |

|  | 2.18 % |

|  | 1.97 % |

|  | 0.38 % |

|  | 0.33 % |

|  | 0.18 % |

|  | 0.13 % |

|  | 0.09 % |

|  | 0.08 % |

|  | 0.03 % |

|  | 0.03 % |

|  | 0.03 % |

|  | 0.02 % |

|  | 0.02 % |

|  | 0.02 % |

|  | 0.00 % |

|  | 0.00 % |

|  | 99.45 % |

|  | 0.55 % |

|  | 100.00 % |

|  | 93.38 % |

### Reparto de escaños
De los 400 diputados elegidos, 318 fueron hombres y 82 mujeres.
El reparto de escaños se realizó a través del cociente Hare/Niemeyer, mediante el cual cualquier partido que obtuviera al menos un 0,25% de los votos podía obtener representación en la Volkskammer. De acuerdo a la ley de partidos de la RDA, cualquier partido que obtuviera al menos el 0,25% de los votos válidos recibiría como reembolso del dinero gastado en la campaña 5 marcos por votante. La Alianza por Alemania obtuvo aproximadamente 28 millones, el SPD 12 millones y el PDS 8 millones.

## Consecuencias
El 5 de abril de 1990, el nuevo Volkskammer eligió a la demócrata-cristiana Sabine Bergmann-Pohl como nueva presidenta del parlamento; como el antiguo Consejo de Estado había sido disuelto, esto la convirtió en la nueva jefa de estado de la Alemania Oriental, con carácter interino. Lothar de Maizière (CDU) se convirtió en primer ministro, al frente de una gran coalición formada por la CDU, el SPD, la Asociación de Demócratas Libres (BFD), la Unión Social Alemana (DSU), el Despertar Democrático (DA) y uno de los miembros no inscritos. Tanto la CDU como el SPD se habían mostrado dispuestos inmediatamente después de los comicios a formar una coalición entre ambos para lograr el mayor consenso y de esta manera hacer frente a los tiempos difíciles que se avecinaban en la RDA. Por otra parte, una alianza con los liberales también había sido considerada desde el principio. El gobierno que resultara de las elecciones debía contar con una mayoría parlamentaria de dos tercios para declarar una fusión con la RFA.
El 20 de septiembre del mismo año, el Parlamento votó a favor de disolver la Alemania Oriental y unificar su territorio con la Alemania Occidental, poniendo así fin a la existencia de la República Democrática Alemana, que había existido durante 40 años. El tratado de unificación fue aprobado en una votación de 442 frente a 47 por el Bundestag de la Alemania occidental y por un margen de 299-80 en la Volkskammer, entrando en vigor el 3 de octubre y dando paso a la Reunificación de Alemania.